# Pandoro

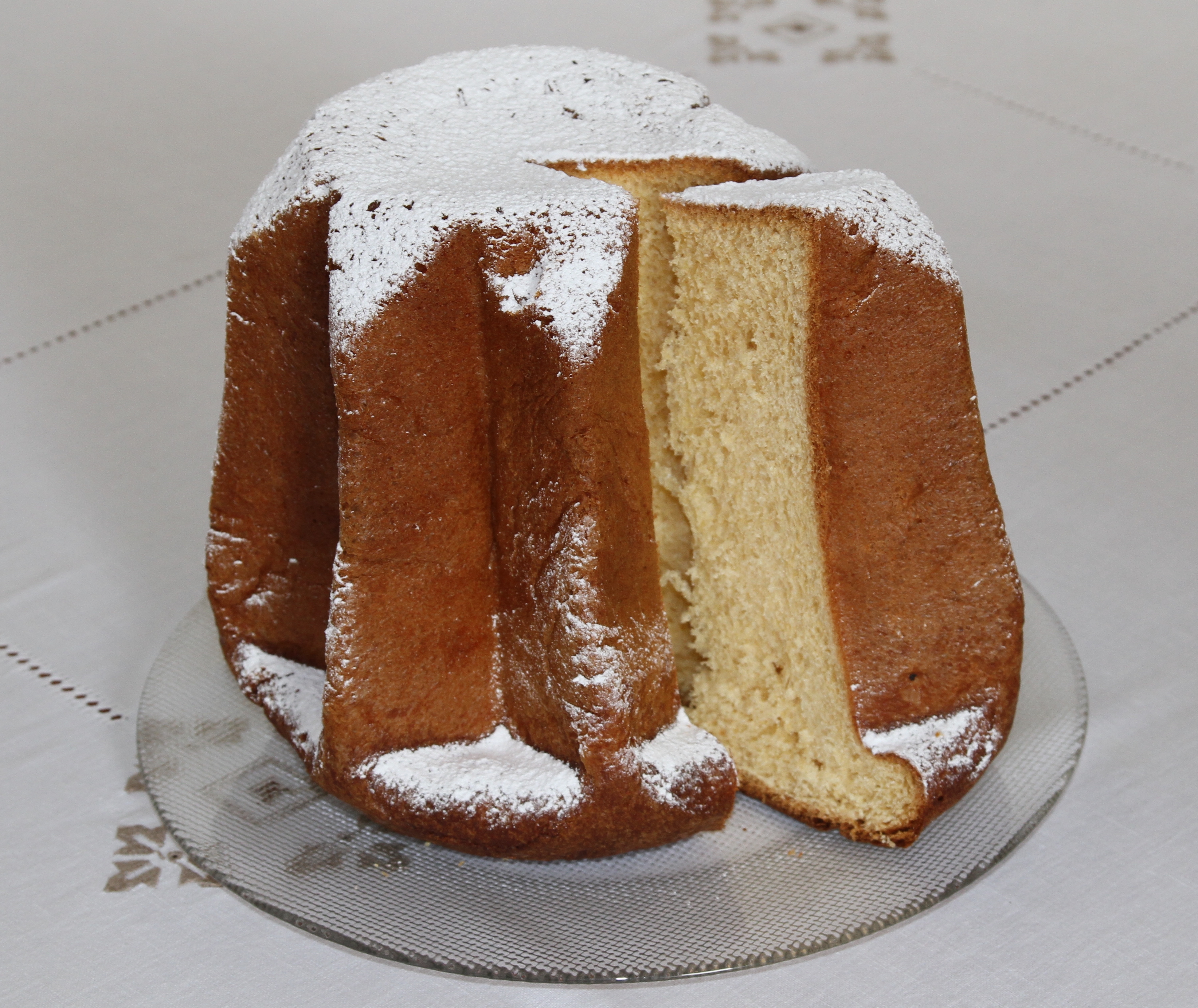
Typischer Pandoro

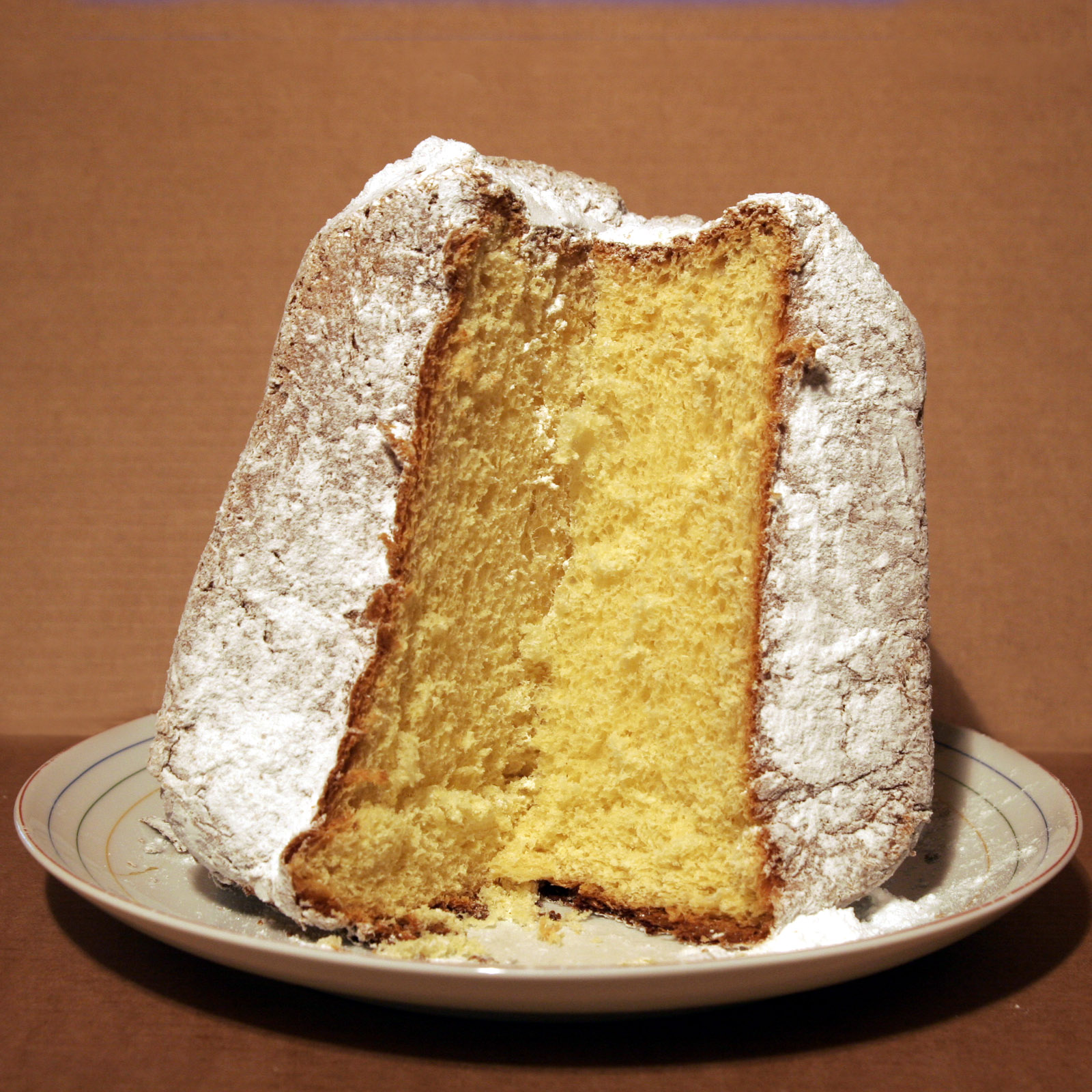
Ein angeschnittener Pandoro von der Seite betrachtet

Ein Pandoro (italienisch pan d’oro = „goldenes Brot“) ist ein traditioneller italienischer Weihnachtskuchen. Der Pandoro ähnelt dem mailändischen Panettone und kommt ursprünglich aus Verona. Der Name des Pandoros kommt vermutlich von der charakteristischen goldgelben Farbe, die durch die Eier in seinem Rezept bedingt ist. 
Der Pandoro wird aus Hefeteig gebacken und enthält im Gegensatz zum Panettone weder Rosinen noch kandierte Früchte. Typisch für den Pandoro ist die gezackte Kuppelform, die mit einer entsprechenden achteckigen, sternförmigen Backform erreicht wird. Der Pandoro wird meist mit Puder- oder Vanillezucker bestreut, sodass der Kuchen einer verschneiten Bergspitze ähnelt. Horizontal geschnitten sehen die Kuchenscheiben wie ein Stern aus.

## Geschichte
Die Tradition des Pandoros reicht in Italien bis in das 18. Jahrhundert zurück. In Frankreich geht man davon aus, dass die Brioche ein Vorläufer des Pandoros sei und seine Historie bis in das 1. Jahrhundert zurückreicht. Vergil und Titus Livius beschrieben eine ähnliche Brotart und nannten sie libum. In Italien geht man davon aus, dass der Pandoro rein italienischen Ursprungs ist und während der Renaissance erfunden wurde. Im reichen Venedig seien Schichten aus Blattgold auf den Kuchen gelegt worden, was eine andere Deutung des Namensursprungs ist.
Die moderne Form des Pandoro geht auf den Veroneser Süßwarenhersteller Domenico Melegatti zurück, der das Patent für das Rezept, die achteckige Sternform und den Namen des Kuchens einreichte. Er bekam dafür am 14. Oktober 1894 vom Ministerium für Landwirtschaft, Industrie und Handel das Monopol zugesprochen.